# Scandinavium
Het Scandinavium is een sport- en evenementenhal in de Zweedse stad Göteborg. Het complex werd na jarenlange voorbereidingen gebouwd tussen 1969 en 1971 en ligt in het centrum van de stad. 
Vaste bespeler is de ijshockeyclub Frölunda HC. Daarnaast wordt de hal gebruikt voor concerten en internationale kampioenschappen zoals de EK indoor atletiek en WK ijshockey. In 1985 was het Scandinavium decor voor het Eurovisiesongfestival.